# Bambouk

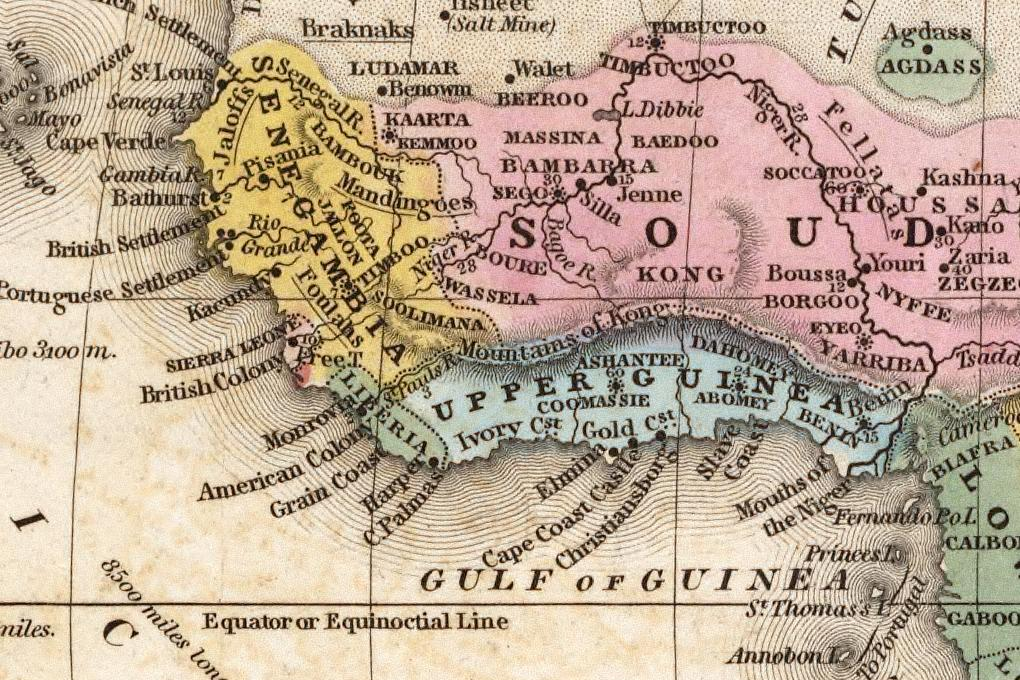
Mapa Afryki Zachodniej z 1839 roku; zaznaczony m.in. Bambouk

Bambouk – górzysty region na pograniczu Mali i Senegalu, rozciągający się pomiędzy rzekami Falémé na zachodzie i Bafing na wschodzie.
Kraina jest ośrodkiem wydobycia złota, przez co była w przeszłości obiektem zainteresowań Arabów oraz europejskich osadników. Obecnie wydobycie ma miejsce w pobliżu miasta Sadiola.